# Touchscreen
Ein Touchscreen, auch Berührbildschirm (früher „berührungsempfindlicher Bildschirm“, seltener „Berührungsbildschirm“, „Tastschirm“, „Sensorbildschirm“) genannt, ist ein kombiniertes Ein- und Ausgabegerät, bei dem durch Berührung von Teilen eines Bildes der Programmablauf eines technischen Gerätes, meist eines Computers, direkt gesteuert werden kann. Die technische Umsetzung der Befehlseingabe ist für den Nutzer gleichsam unsichtbar und erzeugt so den Eindruck einer unmittelbaren Steuerung eines Computers per Fingerzeig. Das Bild, welches durch das (darauf oder darunter befindliche) Touchpad berührungsempfindlich gemacht wird, kann auf verschiedene Weise erzeugt werden: dynamisch mittels Monitoren, über Projektion oder physisch (etwa als Ausdruck).

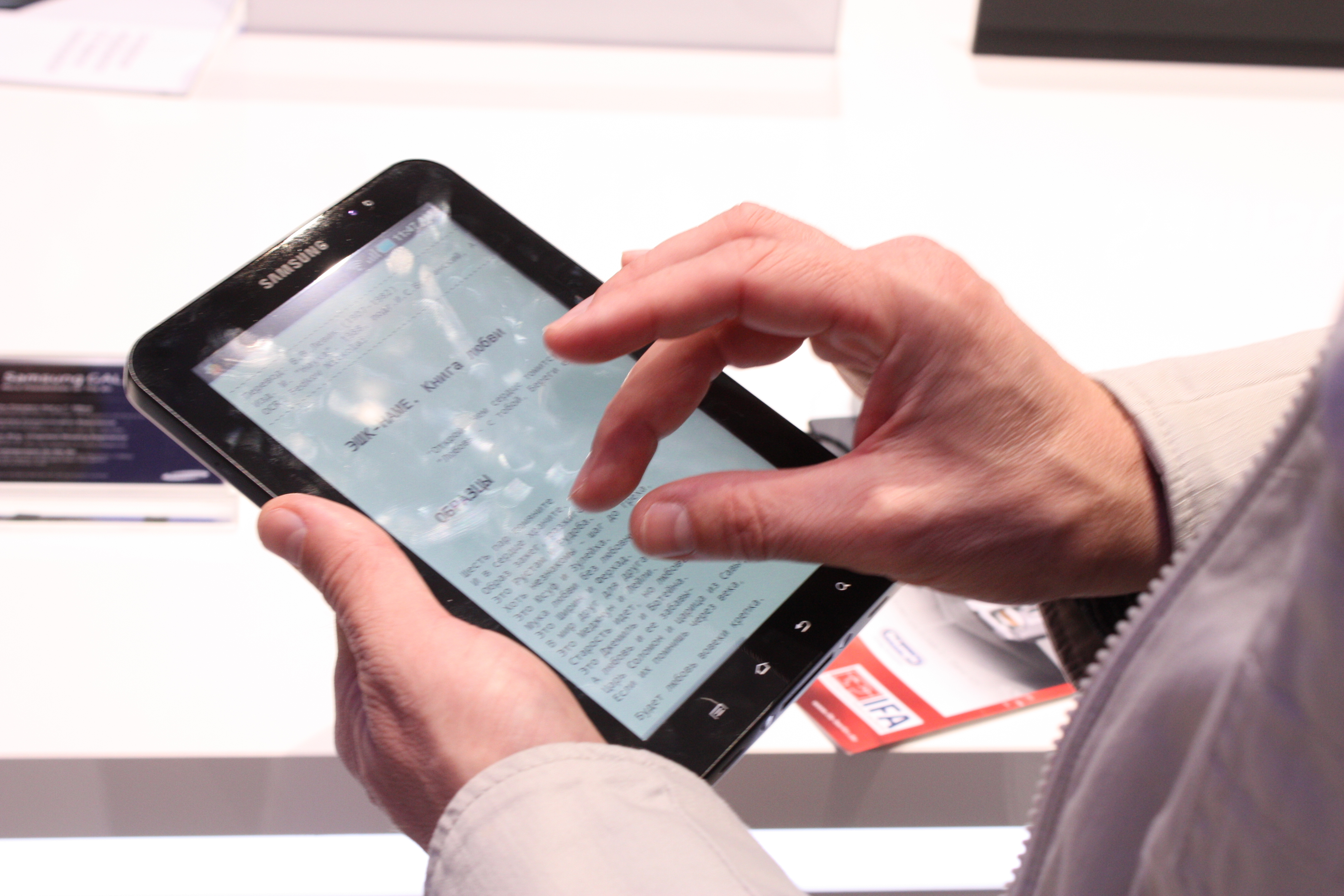
Tabletcomputer mit Multi-Touch-Bildschirm

Statt einen Mauszeiger mit der Maus oder Ähnlichem zu steuern, kann der Finger oder ein Zeigestift verwendet werden. Die Anzeige eines Mauszeigers ist damit nur noch nötig, wenn eine genaue und/oder bleibende Positionierung gewünscht ist (zum Beispiel bei grafischem Design), oder der Bildinhalt beim Anwählen sichtbar bleiben muss (zum Beispiel wenn nicht genügend Anzeigefläche zur Verfügung steht).
Die Analogie zum Mausklick ist ein kurzes Tippen. Durch Ziehen des Fingers oder Stiftes über den Touchscreen kann eine „Ziehen und Fallenlassen“-Operation ausgeführt werden. Manche Systeme können mehrere gleichzeitige Berührungen zu Befehlen verarbeiten (Multi-Touch), um zum Beispiel angezeigte Elemente zu drehen oder zu skalieren. Der Begriff „Multi-Touch“ wird meistens auch im Zusammenhang mit der Fähigkeit des Systems benutzt, Gesten zu erkennen, wenn zum Beispiel durch Wischen (Swipen) weitergeblättert werden kann.
Andere Systeme erlauben, zum Beispiel durch die berührungslose Erkennung eines darüber schwebenden Fingers, die volle Emulation eines Mauszeigers mit einem vom Tippen separaten Zeigemodus.

## Anwendungen

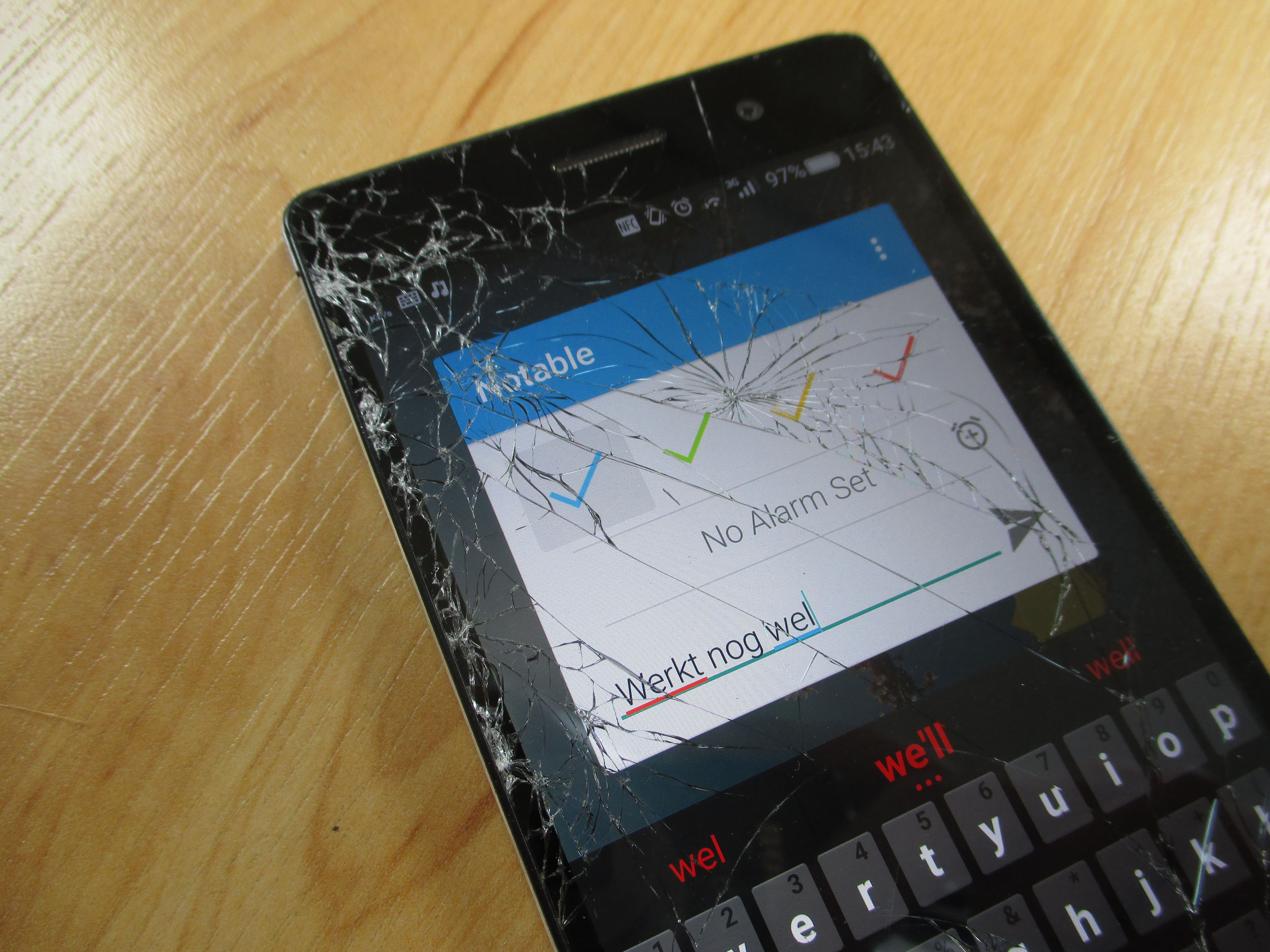
Gebrochener Touchscreen eines Smartphones

Touchscreens finden als Info-Monitore, zum Beispiel auf Messen, zur Orientierung in großen Kaufhäusern, zur Bedienung von Smartphones oder für die Fahrplanauskunft auf Bahnhöfen Verwendung. Hin und wieder sind auch in den Schaufenstern von Apotheken oder Reiseveranstaltern Touchscreens zu finden, über die detaillierte Informationen abgerufen werden können. Darüber hinaus werden Touchscreens bei Spielautomaten und Arcade-Spielen eingesetzt. Oft werden sie auch für die Steuerung von Maschinen in der Industrie eingesetzt (Industrie-PCs), hier insbesondere, weil sie weniger schmutzanfällig sind als z. B. Tastaturen. Bei manchen Banken gibt es Geldautomaten mit Touchscreen-Bildschirm. In Banken werden sie immer öfter für Überweisungsterminals eingesetzt, wobei die SAW-Technik (Surface Acoustic Wave) zum Einsatz kommt, weil diese relativ vandalensicher ist. Durch ihre Glasoberfläche verkratzt und beschädigt sie nicht so schnell wie beispielsweise resistive Systeme mit ITO-Folie als Oberfläche.
Touchscreen-Terminals, die zur öffentlichen Informationsweitergabe eingesetzt werden, werden in der IT-Branche als Point-of-Interest-System (abgekürzt, POI) oder Kiosksystem bezeichnet. Terminals, die zum Verkauf dienen, werden Point of sale oder abgekürzt POS genannt. Letztere haben sich entgegen der hohen Erwartung der Wirtschaft und der IT-Branche nur eingeschränkt durchgesetzt. Gründe dafür sind neben dem Wartungsaufwand für die Geräte oft die mangelnde Anpassung der Software an die besonderen Bedienungsbedingungen der Touchscreen-Geräte oder oft schlicht auch die unergonomische und unattraktive Software und fehlender Nutzen für die Bediener.
In neueren, modernen Autos werden immer öfter Multifunktionsdisplays als Touchscreen ausgelegt. Neue Techniken bieten hier sogar eine elektronisch erzeugte, taktile Wahrnehmbarkeit.
In Heimsystemen haben sich Touchscreens inzwischen stark verbreitet, vor allem im Bereich der PDAs, Tablet PCs, Smartphones, Digitalkameras und bei den Spielkonsolen Nintendo DS, PlayStation Vita, Wii U und Nintendo Switch sind sie in größerem Einsatz. Die früher aufgrund der kleinen Bildschirme und der nicht daran angepassten Benutzeroberflächen eingesetzten Eingabestifte (auch Stylus) sind recht unergonomisch und haben den Durchbruch der Touchscreens in diesem Bereich lange verhindert. Erst mit den projiziert-kapazitiven Systemen (zuerst im LG Prada) hat sich das nachhaltig verändert.
Ein Touchscreen braucht nicht vor ein Display montiert zu werden, auch die Verwendung als Ersatz einer Folientastatur ist möglich. Dafür wird hinter dem Touchscreen (an der Stelle, an der normalerweise der Computerbildschirm sitzt) eine bedruckte (Polyester-)Folie aufgebracht. Es gibt verschiedene Ansätze, Touchscreens ganz von physikalischen Monitoren zu lösen, um auch Projektionen von Benutzeroberflächen interaktiv nutzbar zu machen. Beispiele sind der inzwischen wieder eingestellte „Virtual Touchscreen“ von Siemens oder verschiedene Systeme aus der Fraunhofer-Gesellschaft.

## Funktionsweise
Es gibt mehrere Funktionsprinzipien zur Umsetzung der Berührungsempfindlichkeit:
- Resistive Systeme
- Oberflächen-kapazitive Systeme
- Projiziert-kapazitive Systeme
- Induktive Systeme
- SAW (Surface Acoustic Wave) – „(schall)wellen-gesteuerte Systeme“
- Optische Systeme (in der Regel Infrarotlicht-Gitter vor dem Monitor)
- Dispersive-Signal-Technology-Systeme

### Optische Systeme

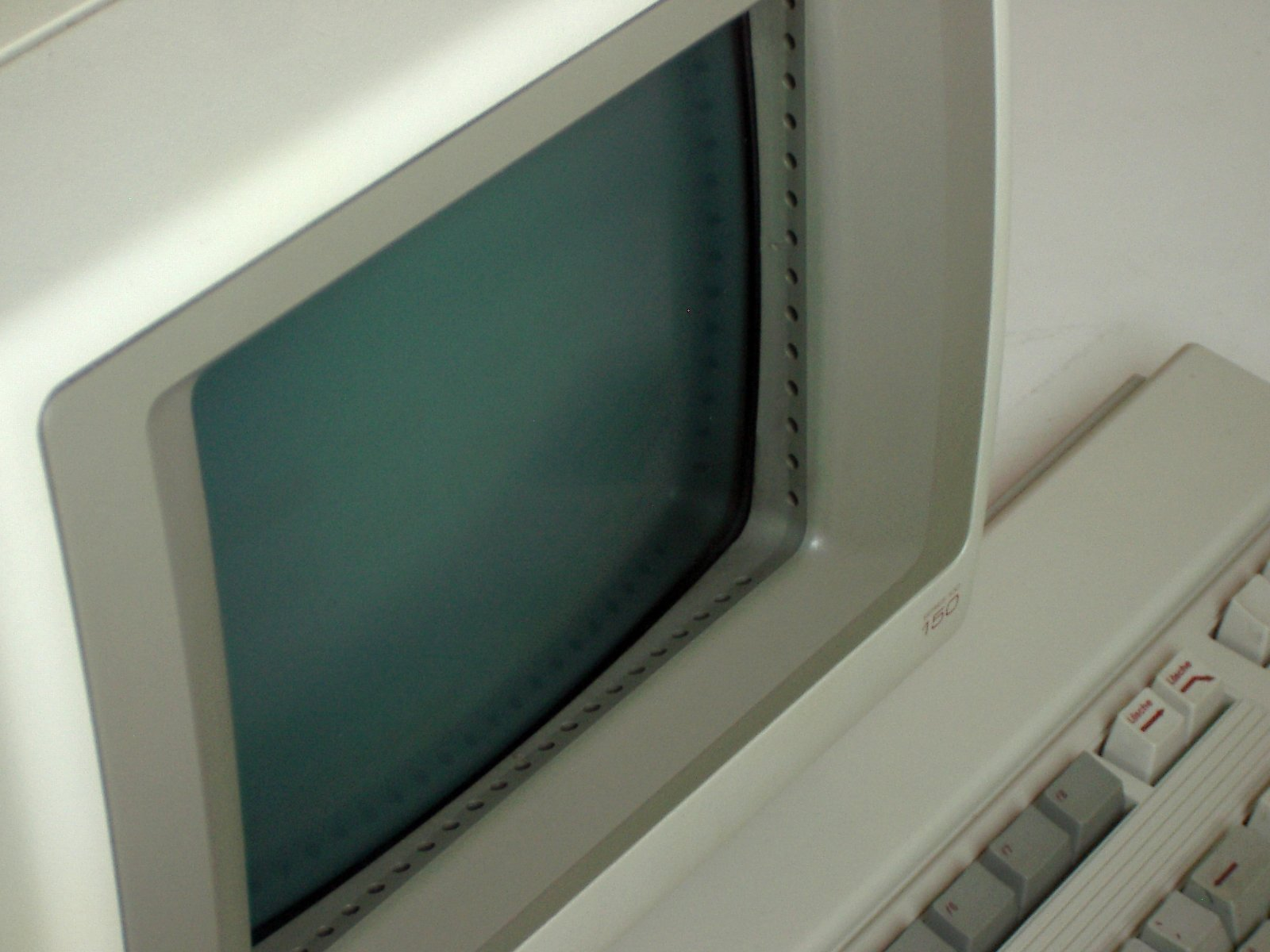
Optischer Touchscreen eines PCs (1983, HP 150)

Die ersten Touchscreens waren noch gewölbte Röhrenbildschirme, vor denen eine plane Fläche eines Lichtschrankengitters gespannt wurde. Die Strahlen – jeder einzelne zwischen einem Paar aus LED und Sensor – liefen zeilen- und spaltenweise zwischen Spalten oder Lochreihen in der Brüstung des Bildschirm-Gehäuserahmens und wurden durch eine Fingerspitze optisch unterbrochen. Damit wurde eine Auflösung in der Größenordnung von 5 mm erreicht, was zur Auswahl grober Schaltflächen eines am Bildschirm angezeigten Menüs ausreicht (siehe Bild). Heute werden sie der Robustheit wegen an Bildschirmen von Geldausgabe- oder Fahrscheinautomaten verwendet.
Der 2017 auf den Markt gebrachte digitale Projektor Sony Xperia Touch verfügt über eine Infrarotkamera, mit der die Lage eines Fingers auf der Projektionsfläche ermittelt werden kann. Das Gerät kann damit in den im Projektor unter dem Betriebssystem Android installierten mobilen Apps Reaktionen beziehungsweise Interaktionen auslösen.

### Resistive Touchscreens

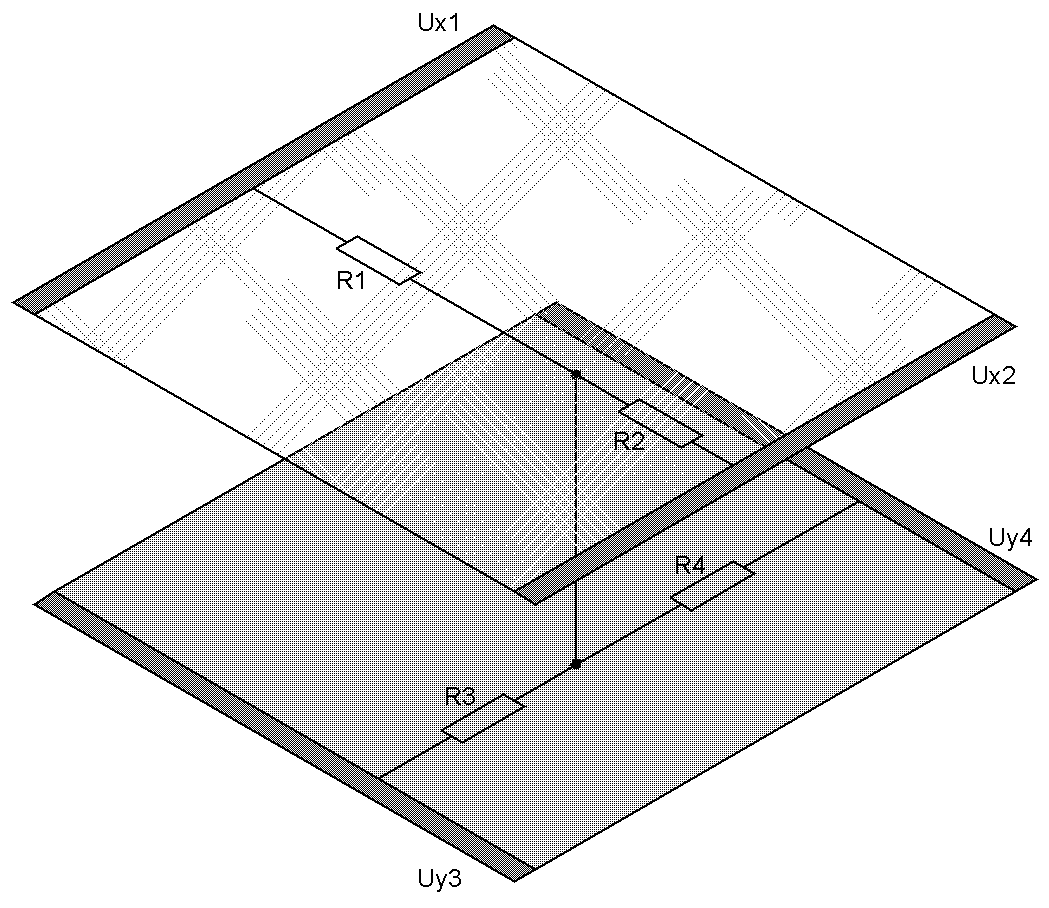
Funktionsprinzip
resistiver Touchscreens

Resistive Touchscreens reagieren auf Druck, der zwei elektrisch leitfähige Schichten stellenweise verbindet. Die Schichten bilden so einen Spannungsteiler, an dem der elektrische Widerstand gemessen wird, um die Position der Druckstelle zu ermitteln. Die Bezeichnung dieser Touchscreens ist auf das englische Wort resistivity für (elektrischer) Widerstand zurückzuführen.
Sie bestehen aus einer äußeren Polyesterschicht und einer inneren Glas- oder Kunststoffscheibe, die durch Abstandhalter getrennt sind. Die einander zugewandten Flächen sind mit Indiumzinnoxid beschichtet, einem lichtdurchlässigen Halbleiter. Die Abstandshalter sind so klein, dass sie nur bei sehr genauem Hinsehen zu erkennen sind. Sie werden spacer dots genannt, wörtlich übersetzt Abstandspunkte.
Um die Position der Druckstelle zu ermitteln, wird an einer der leitfähigen Schichten Gleichspannung angelegt. Die Spannung fällt von einem Rand der Schicht zum gegenüberliegenden Rand hin gleichmäßig ab. An der Druckstelle ist die Spannung beider Schichten gleich, weil sie dort verbunden sind. Die zweite leitfähige Schicht ist die Verbindung dieser Stelle nach außen. Zwischen dem Rand dieser zweiten Schicht und den beiden gegenüberliegenden Rändern der ersten Schicht sind zwei Spannungen messbar. Wenn die beiden Spannungen gleich sind, ist der Druckpunkt genau in der Mitte zwischen den beiden Rändern der ersten Schicht. Je höher eine Spannung im Verhältnis zur anderen ist, desto weiter ist der Druckpunkt vom jeweiligen Rand entfernt.
Ein Beispiel:
- Der Touchscreen ist x = 75 Millimeter breit.
- Zwischen linkem und rechtem Rand der unteren Schicht wird die Spannung U = 5 Volt angelegt.
- Die obere Schicht wird nicht an die äußere Spannung angeschlossen.
- Sie wird an einer Stelle auf die Untere gedrückt. Die Widerstände innerhalb der oberen Schicht bis zu ihren Rändern spielen in der folgenden Betrachtung vorerst keine Rolle, da hochohmig gemessen wird.

- Am Rand (einem Rand) der oberen Schicht werden folgende Spannungen gemessen:

U2 = 2 Volt zum linken Rand der unteren Schicht
U1= 3 Volt zum rechten Rand der unteren Schicht
- Die Abstände zwischen der Druckstelle und den Rändern des Touchscreens betragen:

{\displaystyle x_{2}=U_{1}\cdot {\frac {x}{U}}=2\,\mathrm {V} \cdot {\frac {75\,\mathrm {mm} }{5\,\mathrm {V} }}=30\,\mathrm {mm} }
{\displaystyle x_{1}=U_{2}\cdot {\frac {x}{U}}=3\,\mathrm {V} \cdot {\frac {75\,\mathrm {mm} }{5\,\mathrm {V} }}=45\,\mathrm {mm} }
Es muss immer eine zweite Messung dieser Art durchgeführt werden, mit vertauschten Rollen der beiden Schichten, so dass die Abstände zu den anderen Rändern ermittelt werden. Erst dann ist die Position in der Fläche festgestellt. Um die zwei Dimensionen zu erfassen, wird die Gleichspannung also abwechselnd über Kreuz angelegt.

#### Four-Wire
Four-Wire (Vier-Draht) ist die einfachste und älteste Konstruktion zur Einrichtung dieser Kreuzung. Dabei wird die Spannung abwechselnd an beide leitfähigen Schichten angelegt, in jeweils unterschiedlicher Ausrichtung. Es sind deshalb vier Drähte zum Anschluss erforderlich, was dem Ganzen seinen Namen gibt.
Four-Wire hat den Nachteil schnell nachlassender Präzision bei der Erfassung der Druckstelle. Die äußere Polyesterschicht des Touchscreens wird durch seine Benutzung mechanisch belastet. Dadurch verliert die leitfähige Beschichtung ihrer Innenseite an Gleichmäßigkeit. Diese Beschichtung ist bei Four-Wire aber ein Maß für die Position der Druckstelle.

#### Five-Wire

5-wire-Touchscreen

Five-Wire vermeidet das Nachlassen der Präzision, indem die äußere leitfähige Schicht nicht als Maß für die Position der Druckstelle herangezogen wird. Sie dient nur zum Weiterleiten der Spannung von der unteren Schicht und ist mit einem zusätzlichen, fünften Draht angeschlossen. Die anderen vier Anschlüsse befinden sich an den Ecken der unteren Schicht. Vor jeder der beiden Messungen werden jeweils zwei benachbarte Ecken direkt verbunden und dann wird an die beiden Eckenpaare die Spannung angelegt. Zwischen erster und zweiter Messung wird zur zweiten möglichen Zusammenstellung von Eckenpaaren umgeschaltet.

#### Six-Wire, Seven-Wire und Eight-Wire
Six-Wire und Seven-Wire sind Variationen von Five-Wire, während Eight-Wire eine Variation von Four-Wire ist. Bei diesen Bauformen werden die zusätzlichen Leitungen dazu genutzt, die gemessenen Spannungen nicht an der Zuleitung, sondern über separate Messleitungen abzugreifen (Prinzip der Vierleitermessung).

#### Vor- und Nachteile resistiver Touchscreens
Vorteile:
- Bedienung mit jedem Eingabestift möglich
- Mit Handschuhen und Prothesen bedienbar
- Genauer als kapazitive Touchscreens
- Geringe Fertigungskosten

Nachteile:
- Nur eingeschränktes Multitouch (Two-touch)
- Schlechte Lesbarkeit bei Sonneneinstrahlung durch Zusatzschicht
- Gestenbedienung aufgrund des notwendigen Drucks erschwert.
- Verschleiß durch die mechanische Belastung beim Betätigen
- Unerwünschtes Auslösen beim Transport durch Kontakt mit anderen Gegenständen möglich

#### Anwendungsbeispiele für resistive Touchscreens
- Tablet PCs
- Electronic Organizer, PDAs
- Handys/Smartphones mit Touchscreen
- Industrie-PCs, Panel PCs (Steuerung von Maschinen)
- Kiosksysteme (zum Beispiel Messeinformationssysteme)
- Automobilsektor (wie Navigationssysteme, Multimedia-Systeme)
- Bildschirme von In-flight Entertainment in Verkehrsflugzeugen
- Unterhaltungselektronik („home entertainment“)
- Bürogeräte (beispielsweise Kopiersysteme)
- All-in-one-Computer
- Kaffeevollautomaten für den Hausgebrauch
- Handheld-Konsolen

### Oberflächen-kapazitive Touchscreens

Oberflächen-kapazitiver Touchscreen

Ein Oberflächen-kapazitiver Touchscreen ist eine mit einem durchsichtigen Metalloxid beschichtete Folie (meistens auf Glas auflaminiert). Eine an den Ecken der Beschichtung angelegte Wechselspannung erzeugt ein konstantes, gleichmäßiges elektrisches Feld. Bei Berührung entsteht ein geringer Ladungstransport, der im Entladezyklus in Form eines Stromes an den Ecken gemessen wird. Die resultierenden Ströme aus den Ecken stehen im direkten Verhältnis zu der Berührungsposition. Der Controller verarbeitet die Informationen.

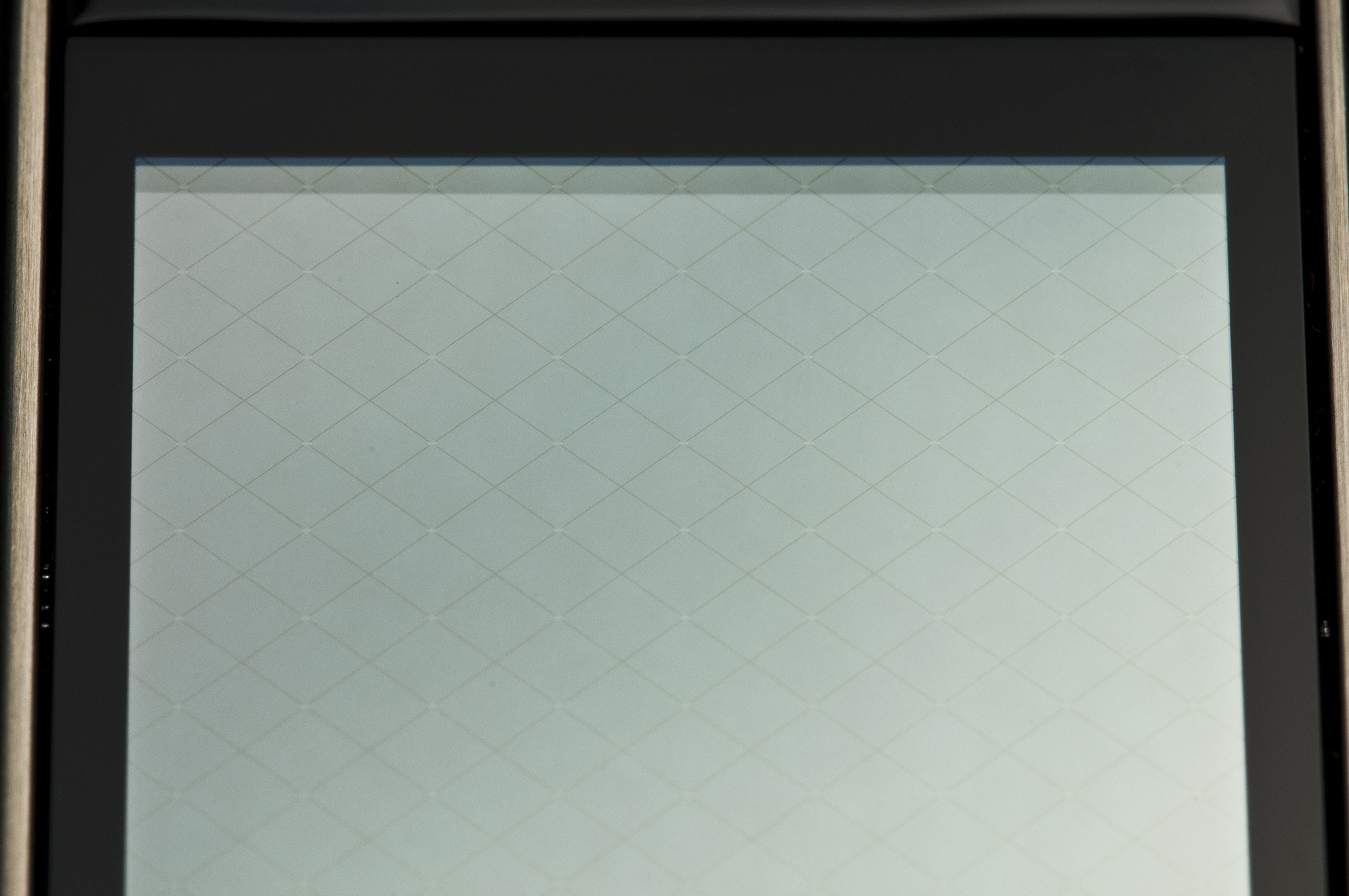
Kapazitiver Touchscreen eines Mobiltelefons mit deutlich sichtbarem leitfähigen Netz

### Projiziert-kapazitive Touchscreens

Projiziert-kapazitiver Touchscreen

Eine andere Bauart (meistens „PCT“ = „Projected Capacitive Touch“ oder „PCAP“ genannt) nutzt zwei Ebenen mit einem leitfähigen Muster (meistens Streifen oder Rauten). Die Ebenen sind voneinander isoliert angebracht. Eine Ebene dient als Sensor, die andere übernimmt die Aufgabe des Treibers. Befindet sich ein Finger am Kreuzungspunkt zweier Streifen, so ändert sich die Kapazität des Kondensators, und es kommt ein größeres Signal am Empfängerstreifen an. Der wesentliche Vorteil dieses Systems ist, dass der Sensor auf der Rückseite des Deckglases angebracht werden kann (die Erkennung wird „hindurchprojiziert“, daher der Name). So erfolgt die Bedienung auf der praktisch verschleißfreien Glasoberfläche. Ferner ist die Erkennung von Gesten und mehreren Berührungen (also Multi-Touch) möglich. Diese Touch-Variante wird inzwischen von praktisch allen Smartphones und Tablet-Computern verwendet.
Kapazitive Touchscreens können nur mit dem bloßen Finger (ob der Touchscreen nun mit kalten oder warmen Fingern berührt wird, spielt keine Rolle), leitfähigen Eingabestiften oder speziell angefertigten Hilfsmitteln, nicht aber mit einem herkömmlichen Eingabestift oder dicken Handschuhen bedient werden. Von dieser Einschränkung sind insbesondere auch Menschen mit trockener Haut sowie Handprothesen betroffen, da sie nur mit speziellen Handschuhen oder Eingabestiften die Möglichkeit haben, die Bedienfelder zu aktivieren. In dieser Hinsicht bilden kapazitive Systeme unter Umständen eine Hürde im Sinne der Barrierefreiheit.
Anwendungsbeispiele für kapazitive Touchscreens finden sich bei Tabletcomputern, Smartphones bzw. Handys mit Touchscreen, Electronic Organizern, PDAs, tragbaren Media Playern, Spielkonsolen und Gastronomiekassen.

### Induktive Touchscreens
Die induktive Sensorik basiert auf dem Prinzip der elektromagnetischen Kopplung zwischen einer Spule und dem Ziel. Wenn sich ein Metallobjekt der Spule nähert, wird das Magnetfeld der Spule behindert und geht durch das Metallobjekt hindurch, bevor es sich mit seinem Ursprung koppelt. Dieses Phänomen bewirkt, dass ein Teil der Energie in Form eines Stromwirbels auf das Metall übertragen wird, wodurch ein kreisförmiges Magnetfeld entsteht. Das elektromagnetische Feld wird von Sensoren im Bildschirm erfasst. Diese Daten werden dann dazu genutzt, die genaue Position des Stiftes und, bei einigen Systemen auch die Distanz zum Stift, sowie den Neigungswinkel von ihm zu bestimmen. Da die Induktivität abnimmt, verschiebt sich die Frequenz nach oben, wodurch sich die Amplitude durchgehend ändert.
Induktive Touchscreens haben gegenüber den anderen beiden Verfahren den Nachteil, dass sie sich nur über spezielle Eingabestifte (mit integrierter Spule) nutzen lassen, eine Technik, die von Grafiktabletts übernommen wurde. Dennoch bieten sie gegenüber anderen Techniken einige Vorteile und werden z. B. bei teureren Tablet-PCs und Bildschirmen mit integriertem Grafiktablett genutzt:
- In der Schreibhaltung wird durch den liegenden Handballen keine Reaktion hervorgerufen. Bei den anderen Varianten muss hier die Software die aufliegende Hand erkennen und ignorieren, falls der Touchscreen mit einem Stift berührt wird.
- Die Bildschirmoberfläche kann – wie auch bei den projiziert-kapazitiven Touchscreens – aus Glas oder einem ähnlich robusten Material angefertigt werden, da keine mechanische Einwirkung wie bei den resistiven Modellen notwendig ist.
- Die Stiftposition kann auch ermittelt werden, wenn der Stift die Oberfläche nicht berührt, sondern sich in einem (geringen) Abstand über ihr befindet.
- Der Induktionsstrom kann verwendet werden, um zusätzliche Elemente des Stiftes zu betreiben, zum Beispiel Knöpfe oder Druckmesser, um zu ermitteln, wie fest der Stift auf die Oberfläche gedrückt wird.
- Einige Modelle können überdies auch den Neigungswinkel des Stiftes ermitteln.

Grafikprogramme können durch diese zusätzlichen Informationen ein realistischeres Verhalten der simulierten Stifte und Pinsel ermöglichen. Induktive Touchscreens sind wegen des deutlich höheren Energiebedarfs für portable Geräte weniger geeignet.
Anwendungsbeispiele für induktive Touchscreens finden sich bei Tablet PCs, Grafiktabletts und Bildschirmen mit integriertem Grafiktablett.

## Anwendungsbeispiele für hybride Systeme
Diese Systeme nutzen mehrere Techniken, um gegenseitige Nachteile auszugleichen.
- Samsung Galaxy Note und Nachfolger
  - Es wird die kapazitive Technik für die Handeingabe verwendet und die induktive für den S-Pen, wobei die induktive Technik erhöhte Priorität hat.
- Microsoft Surface Pro
- iPad Pro
- Diverse Grafiktablets mittlerer bis höherer Preisklasse
  - Stift wird gegenüber Hand priorisiert, damit ein ungestörtes Schreiben möglich ist

### Anwendungsbeispiele für optische Touchscreens
- Messgeräte
- Bankterminals
- HP-150
- Sony PRS-650 eReader
- Kindle Touch
- Tolino Shine
- Evoluce ONE (optische Sensoren verfolgen eine unbegrenzte Zahl an Berührungen auf oder über der Oberfläche)[5]

## Geschichte
Ein Vorläufer des modernen Touchscreens sind Systeme, die auf Stiften basieren. Im Jahr 1946 meldete die Philco Company ein Patent für einen Stift an, der für Sportübertragungen entwickelt wurde und der, wenn er auf eine Kathodenstrahlröhre (CRT) gesetzt wurde, das ursprüngliche Signal verstärkte und ergänzte. Mit dem Stift konnten vorübergehend Pfeile oder Kreise auf eine Live-Fernsehsendung gezeichnet werden. Spätere Erfindungen bauten auf diesem System auf, um Fernschreibstifte von ihren mechanischen Verbindungen zu trennen. Durch die Übertragung auf einen Computer konnte das, was der Benutzer zeichnete, zur späteren Verwendung gespeichert werden.
Die erste Version eines Touchscreens, der unabhängig vom Licht des Bildschirms funktionierte, wurde im Jahre 1960 von AT&T Corporation zum Patent angemeldet. Bei diesem Touchscreen wurde eine Matrix aus kollimierten Lichtstrahlen verwendet, die orthogonal über die Oberfläche des Touchscreens strahlten. Wenn ein Strahl durch einen Stift unterbrochen wird, können die Photodetektoren, die kein Signal mehr empfangen, dazu verwendet werden, die Stelle der Unterbrechung zu bestimmen.
Der erste fingergesteuerte Touchscreen wurde von Eric Johnson vom Royal Radar Establishment in Malvern, England, entwickelt. Er beschrieb seine Arbeit an kapazitiven Touchscreens in einem kurzen Artikel aus dem Jahr 1965. und dann ausführlicher – mit Fotos und Diagrammen – in einem Artikel aus dem Jahr 1967, Frank Beck und Bent Stumpe, Ingenieure des CERN (Europäische Organisation für Kernforschung), entwickelten Anfang der 1970er Jahre einen transparenten Touchscreen für die Steuerung des Super-Proton-Synchrotron-Teilchenbeschleunigers. der auf Stumpes Arbeit in einer Fernsehfabrik in den frühen 1960er Jahren basierte. Er wurde vom CERN und kurz darauf von Industriepartnern hergestellt und 1973 in Betrieb genommen. Mitte der 1960er Jahre hatte ein Team um Rainer Mallebrein bei Telefunken Konstanz für ein Flugsicherungssystem einen weiteren Vorläufer des Touchscreens, ein auf Ultraschallvorhängen basierendes Zeigegerät vor einem Terminal-Display, entwickelt. Dieses wurde 1971 patentiert. Dasselbe Team hatte bereits einige Jahre zuvor die Rollkugelmaus RKS 100-86 für das SIG 100-86 erfunden und auf den Markt gebracht.
1972 meldete eine Gruppe an der University of Illinois ein Patent für einen optischen Touchscreen an. Diese Touchscreens verfügten über eine gekreuzte Anordnung von 16×16 Infrarot-Positionssensoren, die jeweils aus einer LED an einer Kante des Bildschirms und einem passenden Fototransistor an der anderen Kante bestanden und vor einem monochromen Plasmabildschirm angebracht waren. Mit dieser Anordnung konnte jedes undurchsichtige Objekt in der Größe einer Fingerspitze in unmittelbarer Nähe des Bildschirms erfasst werden. Ein ähnlicher Touchscreen wurde ab 1983 auf dem HP-150 verwendet. Dieser war einer der ersten kommerziellen Touchscreen-Computer der Welt.
1977 begann das amerikanische Unternehmen Elographics – in Zusammenarbeit mit Siemens – mit der Entwicklung einer transparenten Implementierung einer bereits bestehenden undurchsichtigen Touchpad-Technologie, die im Jahre 1974 vom Elographics-Gründer George Samuel Hurst zum Patent angemeldet wurde. Der daraus resultierende Touchscreen mit resistiver Technologie wurde 1982 erstmals vorgestellt.
1984 brachte Fujitsu ein Touchpad für den Micro 16 auf den Markt, um die Komplexität der Kanji-Zeichen, die als Kachelgrafiken gespeichert wurden, zu bewältigen. 1985 brachte Sega das Terebi Oekaki, auch bekannt als Sega Graphic Board, für die Videospielkonsole SG-1000 und den Heimcomputer SC-3000 heraus. Es bestand aus einem Kunststoffstift und einer Kunststofftafel mit einem durchsichtigen Fenster, in dem die Stifteingaben erkannt wurden. Es wurde in erster Linie mit einer Zeichensoftware verwendet. 1986 wurde ein grafisches Touch-Tablett für den Sega AI-Computer herausgebracht.
Anfang der 1980er Jahre beauftragte General Motors seine Abteilung Delco Electronics mit einem Projekt, das darauf abzielte, die nicht wesentlichen Funktionen eines Automobils von mechanischen oder elektromechanischen Systemen nach Möglichkeit durch Festkörper-Alternativen zu ersetzen. Das fertige Gerät wurde ECC (Electronic Control Center) genannt, ein digitales Computer- und Softwaresteuerungssystem, das mit verschiedenen peripheren Sensoren, Servomotoren, Magnetventilen, Antennen und einem monochromen CRT-Touchscreen verdrahtet war, der sowohl als Anzeige als auch als einzige Eingabemethode fungierte. Das ECC ersetzte die traditionellen mechanischen Bedienelemente und Anzeigen für Stereoanlage, Gebläse, Heizung und Klimaanlage und war in der Lage, sehr detaillierte und spezifische Informationen über den aktuellen Betriebsstatus des Fahrzeugs in Echtzeit zu liefern.
1982 entwickelte die Input Research Group der University of Toronto das erste Multi-Touch-System mit menschlicher Eingabe, bei der eine Milchglasscheibe mit einer dahinter angebrachten Kamera Verwendung fand. Im Jahr 1985 entwickelte die Gruppe der Universität Toronto, zu der auch Bill Buxton gehörte, ein Multitouch-Tablett, bei dem anstelle der sperrigen optischen Kamerasysteme Kapazitätssensoren zum Einsatz kamen (siehe Geschichte des Multitouch).
1987 brachte Casio den Taschencomputer Casio PB-1000 mit einem Touchscreen auf den Markt, der aus einer 4×4-Matrix bestand, was zu 16 Berührungsflächen auf dem kleinen LCD-Grafikbildschirm führte.
Touchscreens hatten bis 1988 den schlechten Ruf, ungenau zu sein. In den meisten Büchern über Benutzerschnittstellen hieß es, dass die Auswahl auf dem Touchscreen auf Ziele beschränkt war, die größer als der durchschnittliche Finger waren. Damals wurde die Auswahl so getroffen, dass ein Ziel ausgewählt wurde, sobald der Finger darüber fuhr, und die entsprechende Aktion wurde sofort ausgeführt. Aufgrund von Parallaxen- oder Kalibrierungsproblemen kam es häufig zu Fehlern, was zu Frustration bei den Benutzern führte. Die „Lift-off-Strategie“ wurde von Forschern des Human-Computer Interaction Lab (HCIL) der University of Maryland eingeführt. Wenn der Benutzer den Bildschirm berührt, erhält er eine Rückmeldung darüber, was ausgewählt wird: Der Benutzer kann die Position des Fingers anpassen, und die Aktion findet erst statt, wenn der Finger vom Bildschirm abgehoben wird. Das ermöglichte die Auswahl kleiner Ziele bis hinunter zu einem einzigen Pixel auf einem 640×480 VGA-Bildschirm.
In den Jahren 1991–1992 implementierte der Prototyp des Sun Star7-PDA einen Touchscreen mit Trägheits-Scrolling. 1993 brachte IBM mit dem IBM Simon das erste Touchscreen-Telefon heraus.
Im Jahre 2003 meldete Siemens ein „Verfahren zur Eingabe von Parametern eines Parameterfeldes“ zum Patent an, das primär für den Automobilbereich entworfen wurde und den Beginn des Touchscreens im Auto begründete.
Das erste Mobiltelefon mit kapazitivem Touchscreen war das LG Prada, das im Mai 2007 auf den Markt kam. Im Jahr 2009 wurden Mobiltelefone mit Touchscreen zum Trend und gewannen schnell an Beliebtheit, sowohl bei einfachen als auch bei fortschrittlichen Geräten. Im vierten Quartal 2009 wurde erstmals die Mehrheit der Smartphones mit Touchscreen ausgeliefert und nicht mehr mit Non-Touch.
Im Jahr 2007 waren 93 % der ausgelieferten Touchscreens resistiv und nur 4 % waren kapazitiv projiziert. Im Jahr 2013 waren 3 % der ausgelieferten Touchscreens resistiv und 90 % projiziert-kapazitiv.